# Краткая хроника Зографского монастыря
Краткая хроника Зографского монастыря (болг. Кратката хроника на Зографския манастир) — историческое сочинение древнеболгарской литературы.
В хронике рассказывается об основании и развитии болгарского Зографского монастыря на Афоне, находившегося под покровительством греческих, болгарских и сербских правителей. Сочинение известно как Сводная зографская грамота. Согласно хронике, ктиторами монастыря в 919 году выступил болгарский царь Самуил с братьями Арон и Моисей. Охрид называется болгарской столицей. В сочинении фигурируют сербский царь Стефан Душан и болгарский Иван Асень II под именем Ивана Тырновского.